# 清水仁三郎

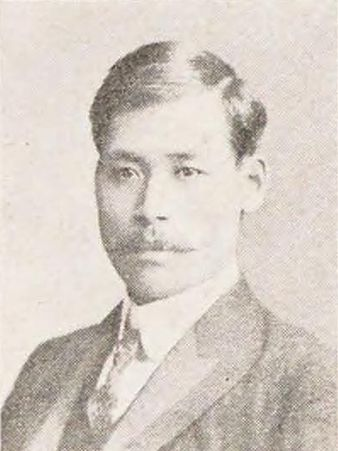
清水仁三郎

清水 仁三郎（しみず にさぶろう、1878年（明治11年）2月19日 - 1951年（昭和26年）11月12日）は、日本の衆議院議員（立憲国民党）。建築家。実業家。

## 経歴
京都府京都市出身。建築家清水仁兵衛の二男として生まれ、同志社で学んだ。建築工学を学び、京都武徳殿の建築に参加した。宮内省・農商務省の委嘱を受け、1900年（明治33年）のパリ万国博覧会では日本建築・庭園模型を出品した。1902年（明治35年）、岩崎男爵家の設計技師となり、邸宅の設計を担当した。1910年（明治43年）の日英博覧会の際には、再び宮内省・農商務省の委嘱を受け日本庭園の設計を担当した。1911年（明治44年）、岩崎家の建築事務閉鎖に伴って独立し、清水建築工務所を開いた。1915年（大正4年）のサンフランシスコ万国博覧会では評議員を務めた。
1912年（明治45年）、第11回衆議院議員総選挙に出馬し、当選。この時、『日刊工業新聞』を創刊し、のち『大正民報』と改題した。
清水建築工務所所長の他、伊賀耐火煉瓦株式会社社長、播美鉄道株式会社常務取締役、小湊鉄道株式会社取締役、日本ラミー紡績株式会社取締役、湘南自動車株式会社監査役、中央工学校顧問・講師などを務めた。

## 著書
- 『犬養毅』（太閤堂、1913年）